# نان هوفر
نان هوفر (بالهولندية: Nan Hoover)‏ هي فنانة ورسامة ومصورة هولندية، ولدت في 12 مايو 1931 في باي شور في الولايات المتحدة، وتوفيت في 9 يونيو 2008 في برلين في ألمانيا.

## وصلات خارجية
- الموقع الرسمي